# Guichon Creek
Guichon Creek är ett vattendrag i Kanada.   Det ligger i provinsen British Columbia, i den södra delen av landet, 3 400 km väster om huvudstaden Ottawa.
I omgivningarna runt Guichon Creek växer i huvudsak barrskog. Runt Guichon Creek är det mycket glesbefolkat, med 4 invånare per kvadratkilometer.